# Congolanthus
Congolanthus é um género botânico pertencente à família Gentianaceae.

## Espécies
- Congolanthus longidens

1. ↑  «Congolanthus — World Flora Online». www.worldfloraonline.org. Consultado em 19 de agosto de 2020